# Puchar Kosowa w piłce nożnej mężczyzn (2019/2020)
Puchar Kosowa 2019/2020 – 27. edycja Pucharu Kosowa, w którym brało udział 32 zespoły. Trofeum bronił zespół KF Feronikeli Glogovac. Nowym zdobywcą pucharu został klub FC Prishtina.

## 1/16 finału
Wszystkie mecze tej rundy rozegrano 28 listopada 2019
| Numer | Data       | Mecz                                                         |
| ----- | ---------- | ------------------------------------------------------------ |
| 1     | 28.11.2019 | KF 2 Korriku Prisztina 1–0 KF Istogu                         |
| 2     | 28.11.2019 | KF Dukagjini Klina 2–1 KF Besa Peć                           |
| 3     | 28.11.2019 | KF Vëllaznimi Djakowica 2–4 KF Ferizaj                       |
| 4     | 28.11.2019 | KF Vitia 5–1 KF Ramiz Sadiku                                 |
| 5     | 28.11.2019 | KF Ulpiana Lipljan 1–3 KF Liria Prizren                      |
| 6     | 28.11.2019 | KF Mališevo 0–3 KF Gjilani                                   |
| 7     | 28.11.2019 | KF Feronikeli Glogovac 1–0 KF Llapi Podujevo                 |
| 8     | 28.11.2019 | KF Dardana Kamenica 3–3 (po dogr. 4–3) KF Vllaznia Požaranje |
| 9     | 28.11.2019 | KF Ballkani Suva Reka 1–1 (karne 5–4) KF Drita Gnjilane      |
| 10    | 28.11.2019 | KF Dardanët 0–5 KF Trepça’89 Mitrowica                       |
| 11    | 28.11.2019 | KF Flamurtari Prisztina 1–3 KF Vushtrria                     |
| 12    | 28.11.2019 | KF Minatori 0–4 KF Prishtina                                 |
| 13    | 28.11.2019 | KF Drenica Srbica 3–1 KF Fushë Kosova                        |
| 14    | 28.11.2019 | KF Trepça Mitrowica 1–1 (po dogr. 2–1) KF Drenasi Glogovac   |
| 15    | 28.11.2019 | KF A&N Prizren 4–1 KF KEK-u Obilić                           |
| 16    | 28.11.2019 | KF Arbëria Lipljan 1–0 KF Onix Banjë                         |

## 1/8 finału
Pary 1/8 finału zostały wylosowane 3 grudnia 2019.
| Drużyna 1           | Wynik | Drużyna 2           |
| ------------------- | ----- | ------------------- |
| 7 grudnia 2019      |       |                     |
| Ballkani            | 3:0   | Trepça’89 Mitrowica |
| Drenica Srbica      | 4:0   | Dardana Kamenica    |
| Feronikeli Glogovac | 5:0   | A&N Prizren         |
| Vitia               | 1:2   | Dukagjini           |
| 8 grudnia 2019      |       |                     |
| Arbëria             | 0:1   | Prishtina           |
| Trepça              | 2:4   | Vushtrria           |
| Liria Prizren       | 1:0   | Ferizaj             |
| Gjilani             | 6:1   | 2 Korriku           |

## Ćwierćfinały
Pary ćwierćfinału zostały wylosowane 12 grudnia 2019.
| Drużyna 1      | Wynik     | Drużyna 2           |
| -------------- | --------- | ------------------- |
| 8 lutego 2020  |           |                     |
| Drenica Srbica | 2:1 (pd.) | Gjilani             |
| Prishtina      | 4:1       | Vushtrria           |
| 9 lutego 2020  |           |                     |
| Dukagjini      | 0:2       | Ballkani            |
| 12 lutego 2020 |           |                     |
| Liria Prizren  | 0:2       | Feronikeli Glogovac |

## Półfinały
Pary półfinału zostały wylosowane 18 lutego 2020.
| Drużyna 1                            | Wynik dwumeczu | Drużyna 2           | Pierwszy mecz | Drugi mecz |
| ------------------------------------ | -------------- | ------------------- | ------------- | ---------- |
| Prishtina                            | 6:2            | Drenica Srbica      | 3:0           | 3:2        |
| Ballkani                             | 1:1 (br. wyj.) | Feronikeli Glogovac | 0:0           | 1:1        |
| Po lewej gospodarz pierwszego meczu. |                |                     |               |            |

## Finał
Finał odbył się 29 lipca 2020 roku w Prisztinie. FC Prishtina pokonała w finale KF Ballkani Suva Reka 1:0.
| 29 lipca 2020 17:45 CET | FC Prishtina · Otto John 20' | 1:0(1:0) | KF Ballkani Suva Reka | Stadion im. Fadila Vokrriego, Prisztina Widzów: 0 Sędzia: Genc Nuza |
|                         |                              |          |                       |                                                                     |